# Voorhaven (Delfshaven)

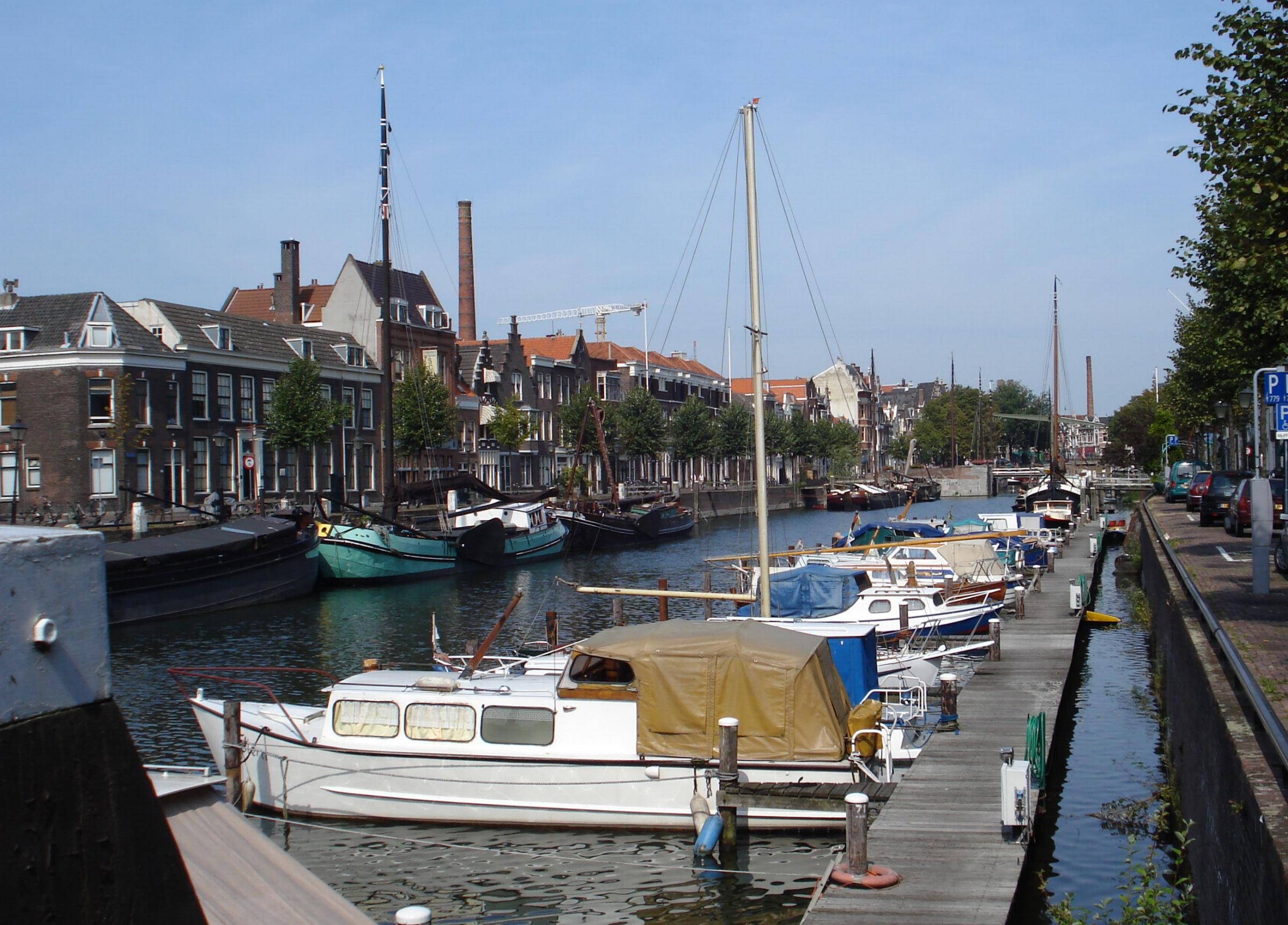
Voorhaven in Delfshaven

De Voorhaven is de oude haven in Rotterdam-Delfshaven. De haven is in 1389 gegraven als onderdeel van de aanleg van de Delfshavense Schie tussen Overschie en de Nieuwe Maas en fungeerde als voorhaven voor de stad Delft.
Oorspronkelijk lag de Voorhaven buitendijks (dat wil zeggen tussen Schielands Hoge Zeedijk en de Nieuwe Maas) en was de Aelbrechtskolk de sluis. Na de opening van de Ruigeplaatsluis in 1875 was de Voorhaven getijdenvrij.
De directe verbinding tussen de Voorhaven en de Nieuwe Maas werd in 1968 afgesloten door de Westzeedijk. De verbinding naar de Nieuwe Maas liep sindsdien via de Achterhaven, de Coolhaven en de Parksluizen.

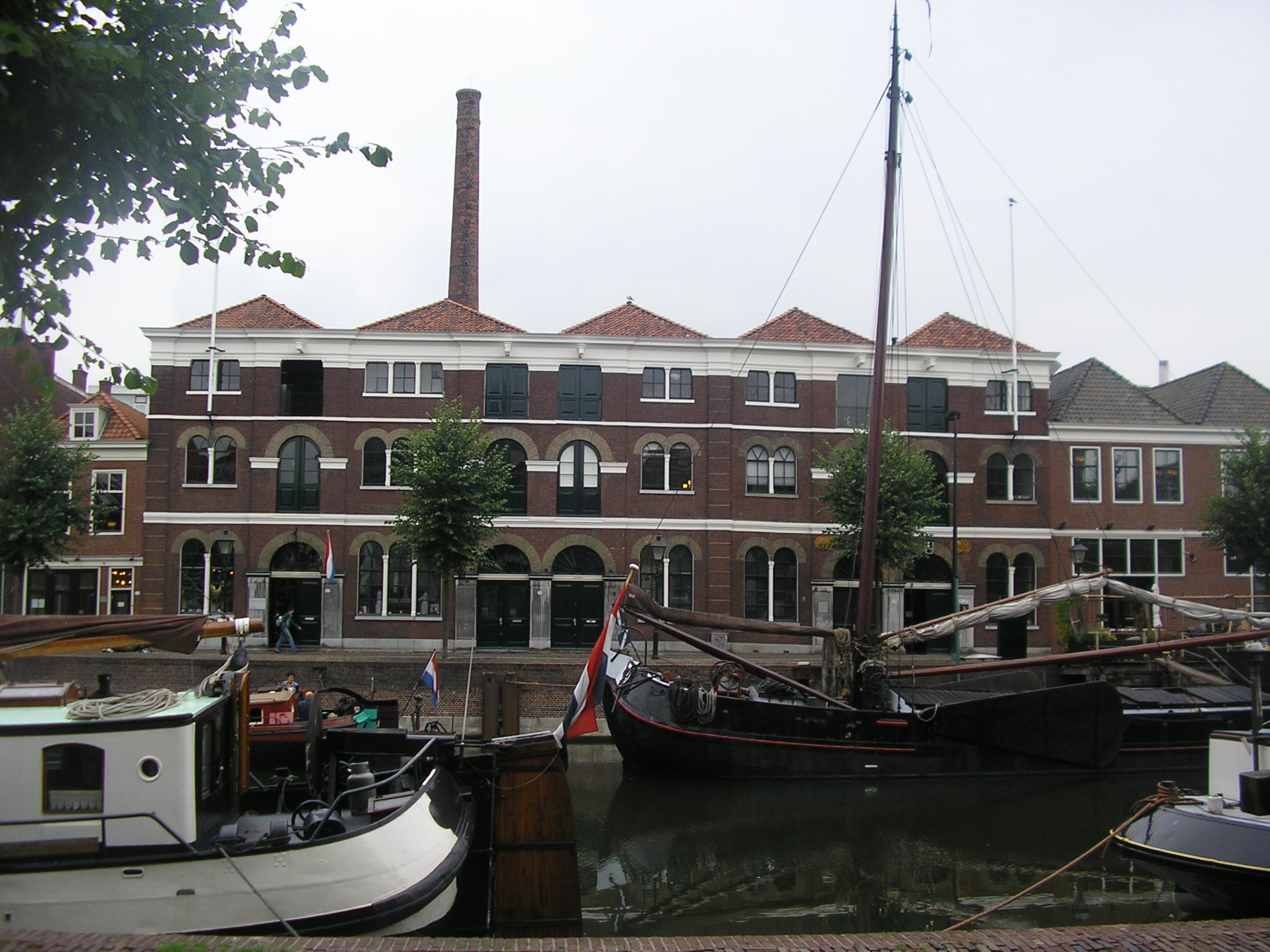
Voormalig Henkespand.
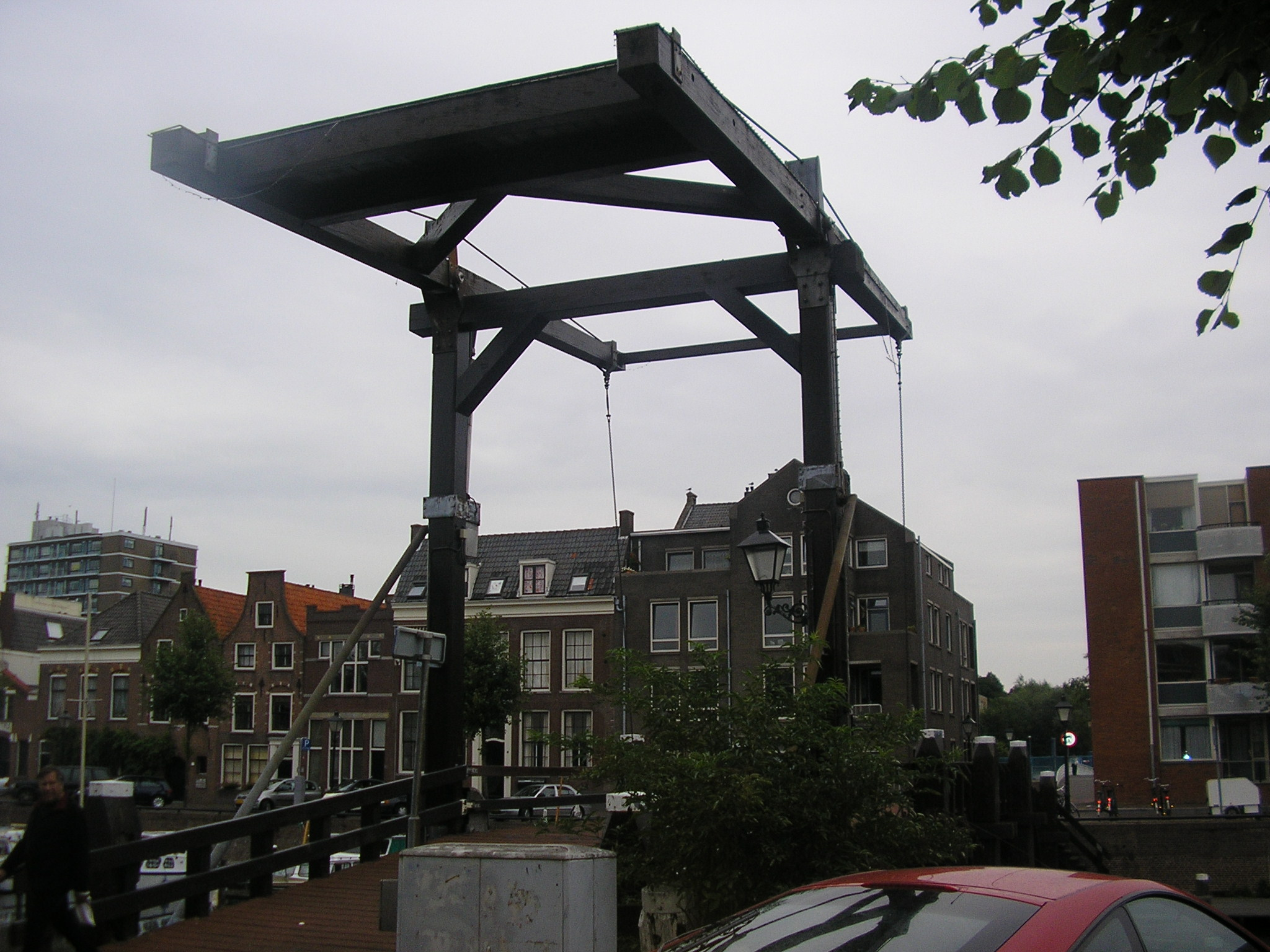
Mouterbrug.
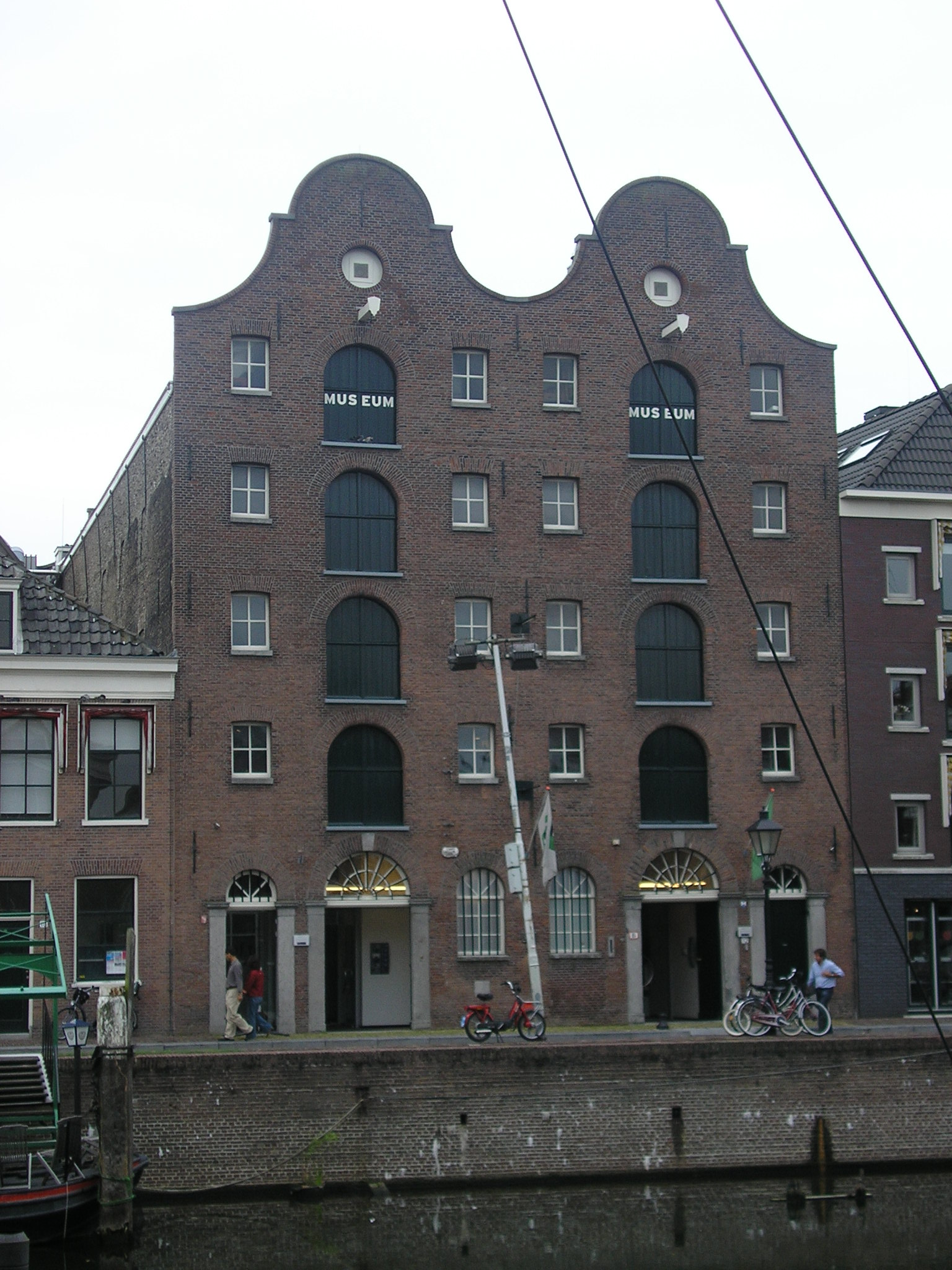
Museum De Dubbelde Palmboom, locatie van het Museum Rotterdam. Dit museum in dit voormalige jeneverpakhuis werd in 1975 museum en sloot in 2012 zijn deuren.